# Road to...

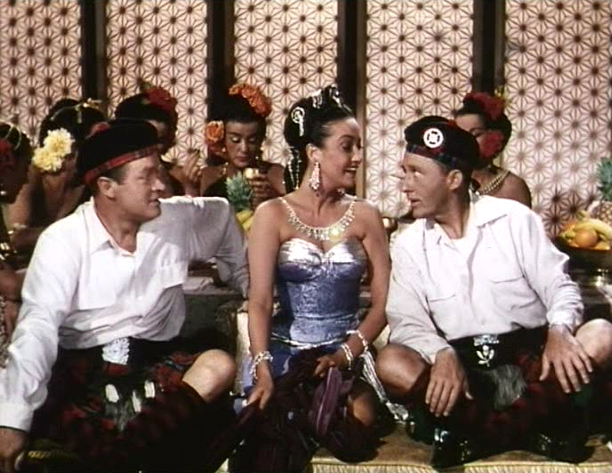
Bob Hope, Dorothy Lamour en Bing Crosby in Road to Bali (1952)

Road to... is de naam van een komische filmreeks, met in de hoofdrollen Bing Crosby, Bob Hope en Dorothy Lamour. De reeks telt zeven films.

## Films
- Road to Singapore (1940)
- Road to Zanzibar (1941)
- Road to Morocco (1942)
- Road to Utopia (1946)
- Road to Rio (1947)
- Road to Bali (1952)
- The Road to Hong Kong (1962)

## Achtergrond
De films combineren elementen van komedie, avontuur, romantiek en muziek. De humor in de films heeft vaak betrekking op interne grappen die verwijzen naar de filmindustrie zelf. De personages in de film doorbreken ook geregeld de vierde wand.
De humor in de filmreeks varieert sterk per film, daar elke film een satire is op enkele filmgenres die ten tijde van de productie populair waren.
In 1977 stond een achtste film op de planning, maar deze werd afgeblazen toen Crosby stierf aan een hartaanval. Twee jaar na zijn dood werd geprobeerd alsnog een achtste film te maken met George Burns als vervanger voor Crosby, maar ook deze plannen draaiden op niets uit.

## Eigendom
De eigendomsrechten van de films kennen een complexe geschiedenis.
- Singapore tot Utopia werden oorspronkelijk uitgebracht door Paramount Pictures. Daarna kwamen ze in handen van EMKA, Ltd., dat vandaag de dag deel uitmaakt van NBC Universal Television Distribution. De distributie wordt tegenwoordig verzorgd door Universal Studios.
- Rio en Bali werden gemaakt door Hope en Crosby zelf, en via Paramount uitgebracht. De eigendomsrechten van deze films zijn tegenwoordig in handen van Sony Pictures Television en FremantleMedia, maar het auteursrecht op Bali is verlopen.
- De laatste film, The Road to Hong Kong, werd uitgebracht door United Artists, die de rechten op de film nog steeds bezit.

## In media
- De animatieserie Family Guy bevat vijf afleveringen met de titel "Road to...", die bedoeld zijn als parodie op de reeks. In elk van de afleveringen maken Brian en Stewie Griffin een reis naar een verre plaats.
- Spies Like Us is een eerbetoon aan de filmreeks. Hope heeft hierin zelf een cameo.
- Drie afleveringen van Taz-Mania zijn een parodie op de Road To..-films.